# Liberty (Tennessee)
Liberty és una població dels Estats Units a l'estat de Tennessee. Segons el cens del 2000 tenia 367 habitants.

## Demografia
Segons el cens del 2000, Liberty tenia 367 habitants, 160 habitatges, i 112 famílies. La densitat de població era de 136,2 habitants/km².
Dels 160 habitatges en un 31,9% hi vivien nens de menys de 18 anys, en un 53,1% hi vivien parelles casades, en un 10,6% dones solteres, i en un 29,4% no eren unitats familiars. En el 27,5% dels habitatges hi vivien persones soles el 8,1% de les quals corresponia a persones de 65 anys o més que vivien soles. El nombre mitjà de persones vivint en cada habitatge era de 2,29 i el nombre mitjà de persones que vivien en cada família era de 2,7.
Per edats la població es repartia de la següent manera: un 22,1% tenia menys de 18 anys, un 6,5% entre 18 i 24, un 29,7% entre 25 i 44, un 31,3% de 45 a 60 i un 10,4% 65 anys o més.
L'edat mediana era de 40 anys. Per cada 100 dones de 18 o més anys hi havia 98,6 homes.
La renda mediana per habitatge era de 36.806 $ i la renda mediana per família de 42.031 $. Els homes tenien una renda mediana de 27.750 $ mentre que les dones 19.125 $. La renda per capita de la població era de 19.856 $. Entorn del 17,8% de les famílies i el 25,9% de la població estaven per davall del llindar de pobresa.

## Poblacions més properes
El següent diagrama mostra les poblacions més properes.